# 小行星7157
小行星7157（英語：7157 Lofgren）是一颗围绕太阳公转的小行星。1981年3月1日，舒爾特·巴斯在赛丁泉山发现了此天体。
这颗小行星的绝对星等为100.1256976871553等。